# Ben Silverman
Benjamin Noah Silverman (15 de agosto de 1970) é um executivo de mídia estadunidense. Ele é co-CEO e presidente da produtora Propagate. De 2007 a 2009, também atuou como co-presidente da NBC Entertainment e da Universal Media Studios.
Vencedor do Emmy e do Globo de Ouro, foi produtor executivo de vários programas, incluindo The Office, Jane the Virgin, Ugly Betty, Marco Polo, The Tudors e The Biggest Loser. Silverman também produziu No Tomorrow da CW e o primeiro reality show da Apple, Planet of the Apps.

## Biografia

### Educação e início
Silverman nasceu em Pittsfield, Massachusetts. Judeu, foi criado na vertente reformista e  estudou na Escola Rodeph Sholom. Silverman formou-se em 1992 pela Tufts University, onde estudou história e pertenceu na fraternidade Theta Chi. Sua mãe, Mary (Delson) Silverman, era atriz e uma executiva cuja carreira incluiu a Disney Channel, BBC, USA Network e Lifetime. Seu pai, Stanley Silverman, é compositor/arranjador musical.
Fez estágios de verão na Warner Bros. e depois da faculdade, em 1993, trabalhou na CBS e New World Entertainment. Ele trabalhou para agência de William Morris a partir de 1995; era responsável pela divisão de licenciamento, tornando-se o mais jovem chefe da empresa e distribuindo mais de 25 séries de televisão, incluindo Who Wants to Be a Millionaire, Big Brother e Queer as Folk. Permaneceu até 2002, quando saiu para fundar a Reveille.

### Fundação da Reveille
Silverman é o fundador da Reveille, uma empresa de distribuição de obras, agora propriedade da Shine Limited. Criada em 2002, possuía como objetivo explorar formatos internacionais e vendê-los nos Estados Unidos. Através da Reveille, diversos programas populares estrearam na televisão dos Estados Unidos.
O jornalista Michael Wolff descreveu o perfil de Silverman na New York Magazine em 2001, um ano antes de fundar a Reveille. "Em certo sentido, ele é como aqueles meninos gênios dos anos 80 e 90 que inventaram novos instrumentos financeiros – títulos de alto risco, derivativos e entre outros. A descoberta e comercialização de um novo formato é realmente assim. É criar algo que seja negociável e transferível e em que as pessoas acreditem profundamente – isso resolve todos os problemas. Agora, obviamente, há uma certa obsolescência nesses formatos. E Ben, claro, já está buscando novos formatos no mundo. Programas de variedades podem ser uma possibilidade", escreveu Wolff.

### Trabalho na NBC

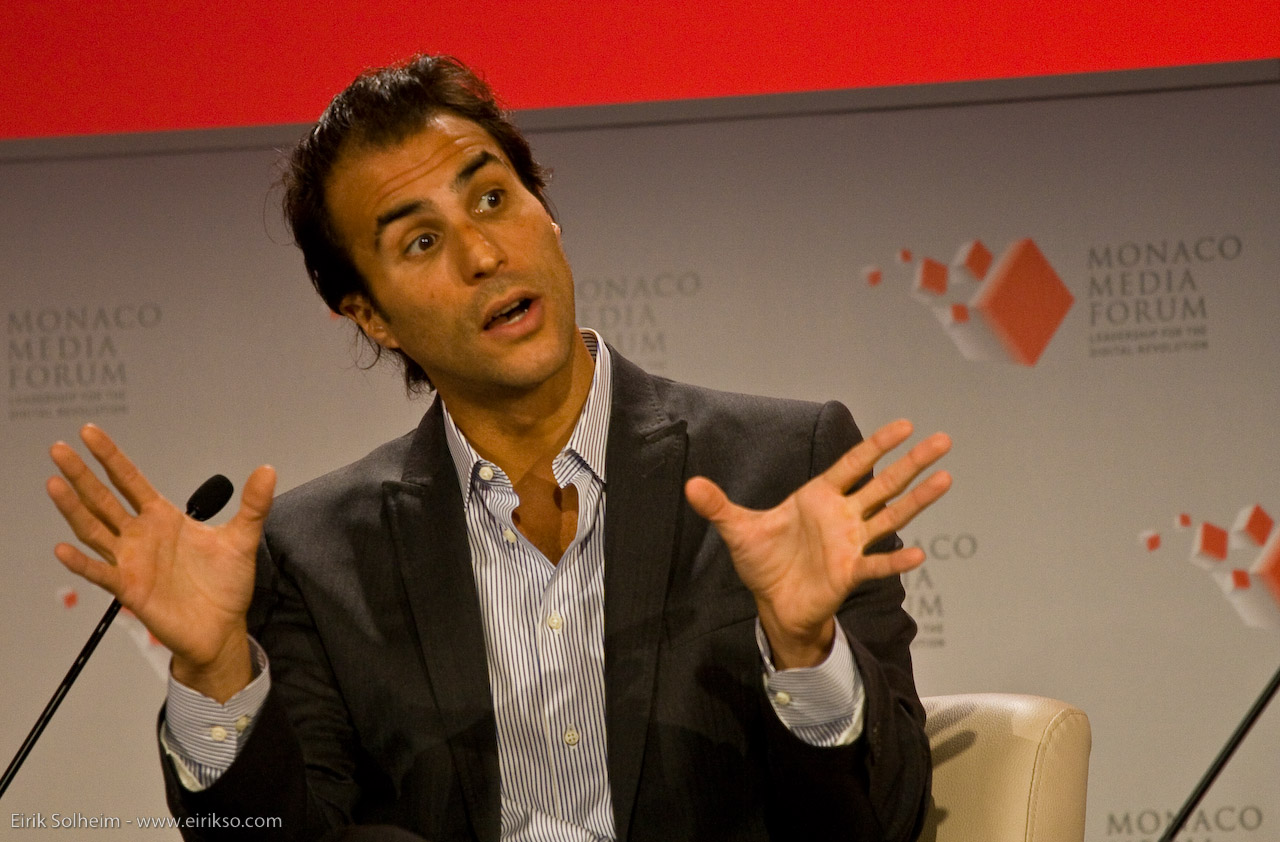
Co-presidente da NBC Entertainment, Silverman, em novembro de 2008

Silverman foi nomeado co-presidente da NBC Entertainment em 2007 (junto com Marc Graboff), sucedendo Kevin Reilly. Nesse mesmo ano, foi o primeiro produtor desde Norman Lear, 34 anos antes, a ter dois programas indicados ao Emmy na categoria melhor comédia (The Office e Ugly Betty). Ele também é creditado por salvar o drama Friday Night Lights aclamado pela crítica, mas de baixa audiência. Em 27 de julho de 2009, anunciou que estava deixando a NBC para formar uma nova empresa, a Electus, em parceria com a IAC/InterActiveCorp de Barry Diller, que produziria e distribuiria programas pela internet. Como parte, a IAC fez parceria com o portal de comédia CollegeHumor. Em janeiro de 2010, fizeram parceria com Jason Bateman e Will Arnett para lançar uma empresa de produção digital dirigida por patrocinadores, a DumbDumb.

## Vida pessoal
Silverman se casou com Jennifer Cuoco, uma corretora imobiliária, em dezembro de 2010. Em 2008, recebeu um prêmio pelo conjunto de sua obra na cerimônia Rose d'Or.
Silverman está envolvido em várias ações filantrópicas, incluindo o Seeds of Peace, um grupo que ajuda a promover a paz entre jovens de culturas diferentes. Além disso, faz parte do conselho do Hospital Cedars-Sinai. Silverman também atua no conselho de administração da Best Buddies, uma organização sem fins lucrativos dedicada a melhorar a vida de pessoas com deficiência intelectual, fornecendo orientação e emprego.